# Гойябада
Гойябада (порт. Goiabada, от «Goiaba» — «гуава») — один из ключевых десертов Латинской Америки, мармелад для намазывания на хлеб из плодов гуавы, созданный, чтобы заменить популярный в Испании и Португалии айвовый мармелад.
Мармелад из гуавы возник на колониальных сахарных плантациях, и исторически варился из тростникового сахара и гуавы в больших котлах на медленном огне. Мармелад из гуавы получается почти твёрдым (его можно резать ножом), отличается насыщенно-красным цветом.
Среди других названий мармелада из гуавы (гойябады) следует отметить «guava paste» и «guava cheese» в англоязычных странах, «pasta de guayaba», «bocadillo» и «guayabate» в испаноязычных. Название гойябада происходит из португальского языка и используется в Бразилии. Бразильцы также завезли этот мармелад в Гоа, свою бывшую колонию в Индии, где он носит название «перад» (perad).

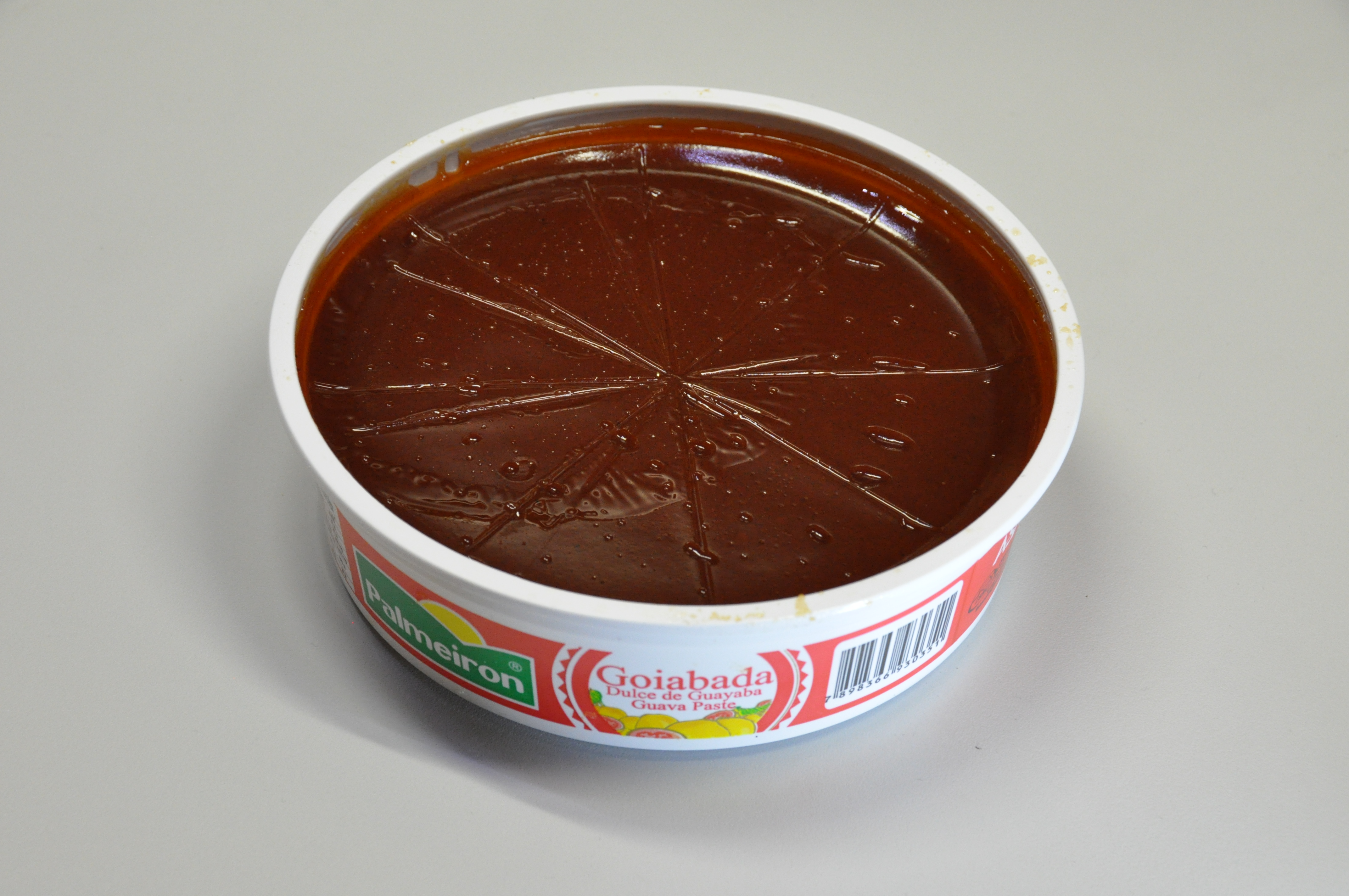
Открытая упаковка гойябады

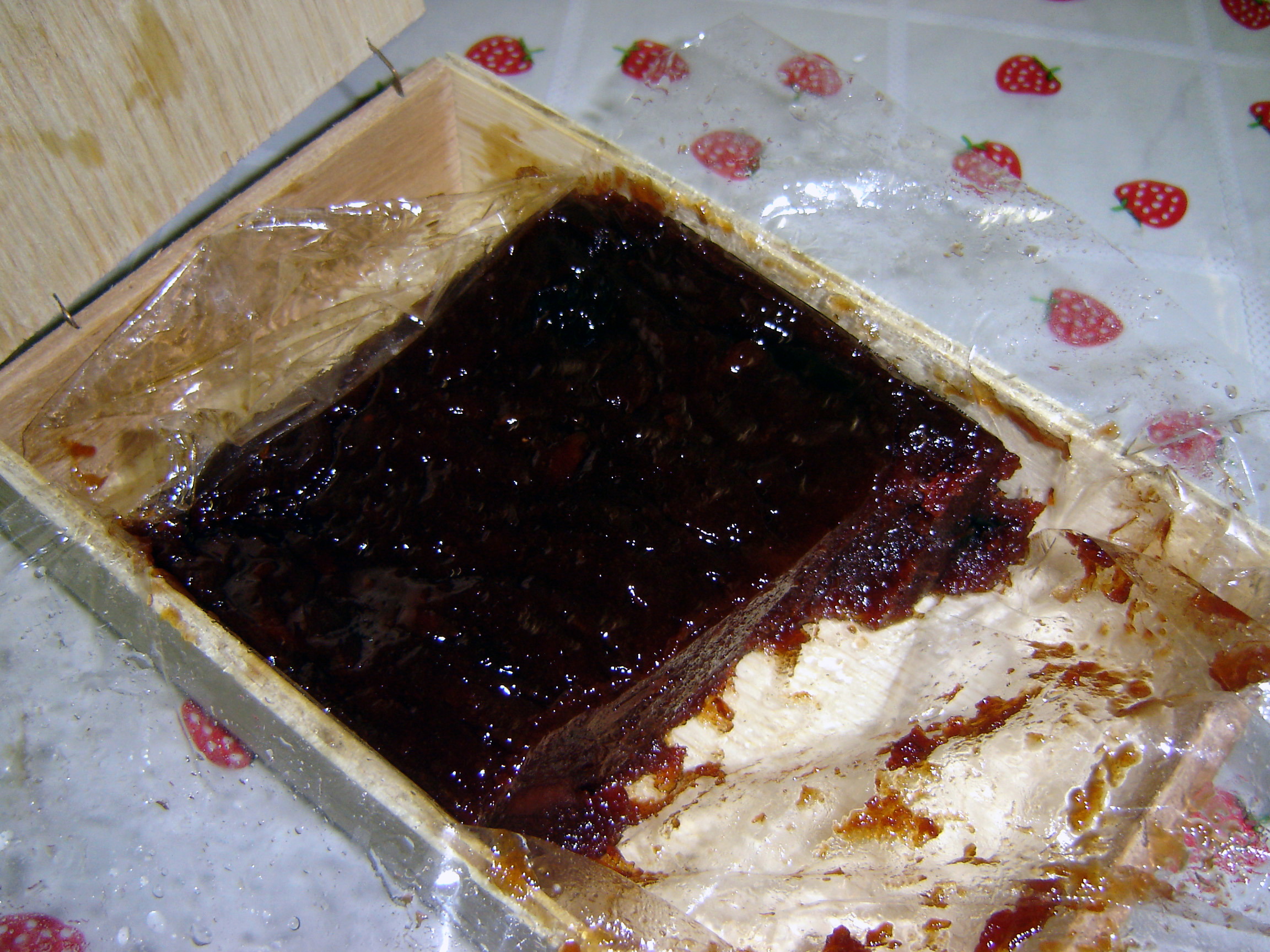
Пластовый мармелад в упаковке

Мармелад из гуавы доступен в продаже по всей Латинской Америке. Продаваться он может как в небольших пластиковых упаковках, так и в больших плоских металлических консервных банках для долгого хранения. Тем не менее, в сельских районах Бразилии гойябада все еще производится дома для семейного использования.

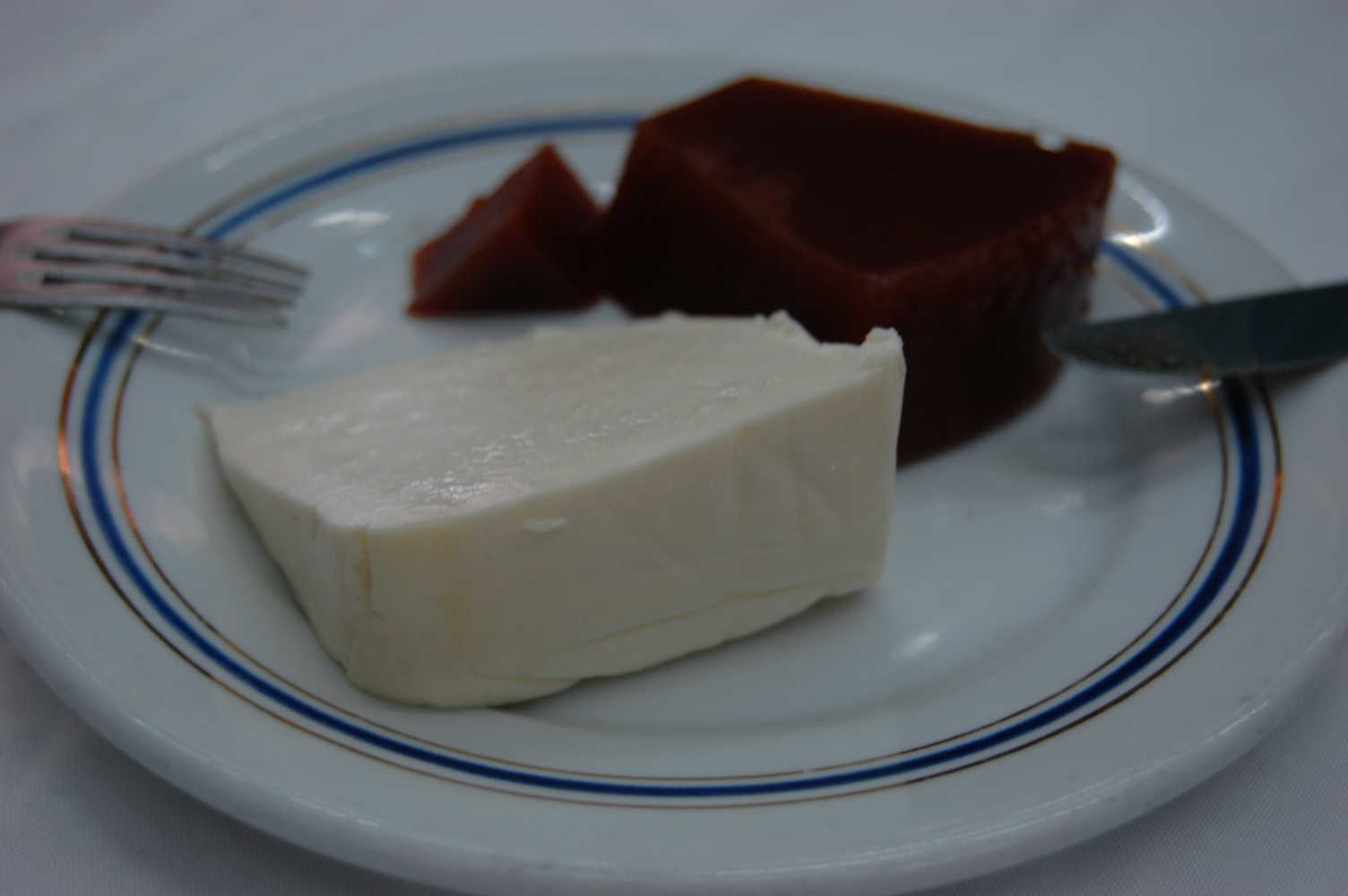
«Ромео и Джульетта»

В Бразилии гойябаду часто едят с сыром Минас. Это сочетание называется «Ромео и Джульетта». Его также часто намазывают на тосты во время завтрака. Национальным десертом Бразилии считается болу-ди-ролу, где слой теста сперва покрывают слоем гойябады, а затем сворачивают, как рулет.
Гойябада может иметь много различных вариантов текстуры, начиная от очень мягкой, предназначенной для поедания ложкой или намазывания на хлеб, до очень твердых брикетов, которые можно нарезать ножом только с некоторым трудом. Консервированные сорта обычно находятся на полпути между этими крайностями, их просто нарезать мягкими ломтиками. Текстура и вкусовые качества гойябады зависят от сорта гуавы, пропорции сахара, количества воды и самого процесса приготовления.
Аналогичное латиноамериканское блюдо, но сделанное из сладкого картофеля (батата) носит название дульсе де батата.